# 中华人民共和国农垦部
中华人民共和国农垦部是已撤销的中华人民共和国国务院组成部门。中华人民共和国的农垦，是指省、市、县各级人民政府出资开办的从事农业、畜牧业、水产养殖业的全民所有制企业组织，包括农场、牧场、水产养殖场、垦殖场、生产建设兵团的团场等。其劳动者的身份为全民所有制企业职工，按月领取工资奖金；这完全不同于人民公社的社员或者农民的农村集体经济组织所实施的自主经营、自负盈亏、年底分红的模式。 更为广义的农垦，还包括由部队、政府机关、企业、事业单位包括学校等举办的各种农业企业，如部队农场、五七干校、学校农场等等。

## 历史
前身为中央农业部国营农场管理局，局长张省三。后改为农业部国营农场管理总局，局长刘培植，副局长张增敬、张省三。政治处处长张伞，财务处处长李更新，计划处处长罗蜀华。中央直属双桥、五里店、芦台3场。下设东北区国营农场管理局：1949年4月，在沈阳成立东北人民政府农林部机械农场管理处，7月迁至哈尔滨市办公。当时黑龙江地区的农场可分四种类型：一是县营农场，共122处；二是属原黑龙江及松江两省省营机械农场的：宁安、桦南、集贤、五大连池、赵光、查哈阳、伊拉哈、绥滨等共8处；三是由东北人民政府农业部直接领导的机械农场：通北、永安、八一五、鹤山等4处；四是由东北荣军工作委员会领导的荣军农场：香兰、孟家岗、二龙山、红星、伊拉哈、伏尔基河等6处。  1950年4月改为东北人民政府农林部公营农场管理局。1951年8月东北人民政府荣军委员会合并于东北公营农场管理局。1951年9月改称东北人民政府农业部公营农场管理局。1952年4月改为东北人民政府农业部国营农场管理局。1953年2月改组成中央人民政府农业部东北区国营农场管理局。1955年10月，经国务院批准，东北国营农场管理局与黑龙江省农业厅国营农场管理局合并。其内部组织机构：初期设秘书室、经理科、材料科、农场行政科（后改为农业科）、会计科、技术室，后来逐渐演变为秘书室、计划处、作业处、基建处、财务处、人事处、畜牧处。其下属单位最多时（1955年）有宝泉岭、九三荣军、二龙山、通北、红星、永安、公主岭、红旗八个谷物农场，萨尔图、铁岭、长春、抚顺、勃利、山市、哈尔滨、镇南八个畜牧农场及供应站、机农通讯社、仓库、勘测队、干部训练班、农业机械化学校各一处。此后，国营农场开始在全国各地逐步发展起来。
1950年6月颁布的《中华人民共和国土地改革法》规定：“分配土地时，县以上人民政府得根据当地土地情况，酌量划出一部分土地收归国有，作为一县或数县范围内的农事试验场或国营示范农场之用”；“大森林、大水利工程、大荒地、大荒山、大盐田和矿山及湖、沼、河、港等，均归国家所有，由人民政府管理经营之”；“使用机器耕种或有其他进步设备的农田、苗圃、农事试验场……土地所有权原属于地主者，经省以上人民政府批准，得收归国有”。1951年12月，中共中央在印发的《关于农业生产互助合作的决议（草案）》中指出：“国营农场应该推广，每县至少有一个至两个国营农场，一方面用改进农业技术和使用新式农具这种现代化大农场的优越性的范例，教育全体农民，另方面，按照可能的条件给农业互助组和农业生产合作社以技术上的援助和指导。”1952年2月，《中央人民政府政务院一九五二年农业生产的决定》再次指出：“各县在可能范围内尽量地办起和办好一两个国营农场。大规模的机械化国营农场在目前还不可能普遍发展，因之各县所办的国营农场要尽量使用改良的新式农具，采用先进的耕作技术，引种并繁殖优良品种，加强经营管理，实行经济核算，保证超过当地农民的生产量，以国营农场的优越性，对农民进行集体化的示范教育”。
1956年成立农垦部，1970年6月撤销。
1979年6月重设，高扬任部长，赵凡、张修竹、张省三、杨岩、董绍杰、王发武、吕清、杨熤、张林池任副部长，高文华任顾问。1982年5月農墾部與農業部、水產總局合併為農牧漁業部。主要目的是中國农垦行业的行政管理。

## 历任部长
1. 王震
2. 陈漫远（代）